# Алжир
Алжир (араб. الجزائر; бербер. ⴷⵣⴰⵢⴻⵔ; фр. Algérie), офіційно Алжи́рська Наро́дна Демократи́чна Респу́бліка (араб. الجمهورية الجزائرية الديمقراطية الشّعبية — Аль-Джумхурія аль-Джазаірія ед-Дімукратия аш-Шаабія) — держава на північному заході Африки. Член ООН з 1962 року. Площа: 2,381 млн км² (10-е місце у світі), найбільша за площею країна Африки. Населення — 43 851 044 осіб (оцінка 2020 року) (33-тє місце у світі). Столиця — Алжир. Офіційні мови — арабська та берберська. Грошова одиниця — алжирський динар.

## Етимологія
Назва країни «Алжир» походить від назви столиці — міста Алжир. Остання виводиться з арабського слова «Аль-Джазаїр» (الجزائر, al-Jazā'ir) і означає «Острови». Первісно цим терміном позначали чотири острови біля міського узбережжя, які стали частиною великої землі в 1525 році. Крім цього, «Аль-Джазаїр» було скороченою назвою старого міста Алжира, що повністю називалося «Джазаїр Бані Мазхана» (جزائر بني مزغانة). Його використовували арабські середньовічні географи, такі як Мухаммад аль-Ідрісі та Якут аль-Хамаві. Арабська назва міста і країни перейшла в османську мову — Cezayir і французьку — Alger.

## Географія

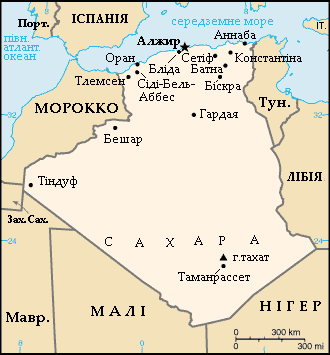
Мапа Алжиру

### Розташування
Держава розташована в північно-західній частині Африки — регіон Магрибу. Перша за розміром африканська країна (після відділення 2011 року Південного Судану від Судану). На заході межує з Марокко (спільний кордон — 1350 км); на південному-заході — з Мавританією (463 км); на півдні — з Малі (1100 км) та Нігером (956 км); на сході — з Лівією (1000 км) і Тунісом (1200 км). На півночі омивається водами Середземного моря, довжина берегової лінії — 998 км.
Держава простягнулась зі сходу на захід на 2100 км, з півночі на південь на 2400 км.

### Геологія
За геологічною будовою територію Алжиру поділяють на три регіони:
- Атласький — середземноморський геосинклінальний пояс. Північна частина — шар'яжі, центральна (Оранська месета) — чохол мезозой-кайнозойських відкладів, південна — складчаста зона мезозойського прогину.
- Атлаські передгір'я — прогин Атласького розлому. Тут докембрійські породи занурюються під осадовий чохол, складений морськими нижньо- і средньопалеозойськими, лагунно-континентальними верхньопалеозойскими і нижньокрейдовими, а також морськими верхньокрейдовими відкладами.
- Сахарський — частина древньої Африканської платформи, докембрійські гранітні й метаморфічні гірські породи якої розбиті меридіональними розломами. На півдні виділяється кристалічний щит масиву Ахаггар, на південному-заході Ель-Еглаб (Регібат). Найвищі вершини — конуси згаслих вулканів.

За запасами цінної мінеральної сировини Алжир займає одне з перших місць у Африці. Значними є поклади нафти, газу, залізної руди, фосфатів, урану, свинцю, цинку, міді, олова, сурми, марганцю, вольфраму, ртуті, бариту. За запасами нафти Алжиро-Лівійського нафтогазоносного басейну Алжир займає 3-тє місце в Африці (після Лівії та Нігерії), а за запасами природного газу — 1-ше.
Поклади корисних копалин в країні зосереджені в трьох районах:
- Гори Атласу і його передгір'я — залізняк, фосфорити, барит, будівельні матеріали.
- Західні сахарські плато — великі родовища залізняку.
- Масив Ахаггар — кольорові й дорогоцінні метали, радіоактивні руди, алмази.

### Рельєф
За характером рельєфу територію Алжиру умовно поділяють на північну гірську частину, середню — рівнинну і південну, складену плато, гірськими останцями й нагір'ями. Територію країни здебільшого займають пустелі (Сахара). Середня відмітка висоти в Сахарі — близько 460 м. Велику частину Сахари займають щебенисті і галечникові пустелі (хамади і реги), приблизно 1/4 частина — піщані пустелі, які тут називають ергами (Великий Західний, Великий Східний).
Берегова рівнина переривчаста. Береги переважно високі, скелясті, з неширокими пляжами, вздовж узбережжя великі затоки відсутні, незначна кількість зручних бухт: Оранська, Алжирська, Беджаія, Аннаба.
На півночі країни розташована невисока гірська країна Тель-Атлас. Невисокі хребти, що чергуються з широкими низькими плато, вистеленими річковими наносами і терасами, що спускаються до моря. Гірський ланцюг Тель-Атласу, що простягається на півночі, вздовж узбережжя прорізають нечисленні бухти і рівнини. Тель-Атлас підноситься над рівнем моря на понад 1830 м і має у своєму складі масиви Тлемсен, Велику і Малу Кабілію, Меджерду, Ходна, Орес (Шелія, 2328 м). Далі на південь — хребет Сахарський Атлас (висоти до 2330 м), між якими лежать Високі плато, що знижуються з 1100 м на заході до 800 м на сході — то абсолютно плоске на заході, то хвилясте, або навіть перерізане горами на сході. Високі плато зайняті великими солоними пересихаючими озерами — себхами, найбільше з яких Шотт-Мельгір. Розташований на південь від Високих плато Сахарський Атлас сягає висоти до 2320 м над рівнем моря (Джебель-Хеліа) і потім знижується до Сахари на 300 м. Найбільш піднятою частиною Сахарського Атласу є гірські системи Ксур, Амур і Улед-Наїль.
Південніше Сахарського Атласу лежить Алжирська Сахара. На заході вона представляє собою ряд кам'янистих плато (Ель-Еглаб, Танезруфт, Адрар-Іфорас) з висотами до 500 м, що переходять південніше в пониження, зайняті областю великих пісків, а на сході — обширну солончакову западину, що спускається до 30 м нижче рівня моря. У центрі країни — плато Тадемаїт.
На півдні розташований гірський масив Ахаггар із найвищою точкою країни горою Тахат (2918 м).

### Клімат
Північна частина Алжиру лежить в субтропічному кліматичному поясі, решта країни — в тропічному. Клімат сухий і напівсухий, м'який; волога зима та сухе, спекотне літо y прибережних районах. Не така волога зима на високих плоскогір'ях. Влітку трапляється сіроко (гарячий вітер, змішаний з пилом і піском). На решті території жаркий, напівпустельний і пустельний.
Температури скрізь вельми високі, причому коливання між середніми місячними і крайніми ростуть на південь у міру посилення континентальності клімату. Середні температури найтеплішого місяця (липень і серпень) в Алжирі (на узбережжі) — 25,3 °C, найхолоднішого (січень) — 11,9 °C; а в Біскрі (гори) — 31,9 °C і 10,6 °C, відповідно; в Ін-Саласі (пустеля) — 36,5 °C і 12,2 °C, відповідно. Найвищі температури для узбережжя — 34 °C, для пустелі — 50 °C; найнижчі — +4 °C і -1 °C, відповідно. Амплітуда добових коливань температур в пустелі — до 30 °С (влітку вдень вище 40 °С, вночі 20 °С, взимку вдень 20 °С, вночі до 0 °C і нижче).
Річна кількість опадів у прибережних районах від 500 до 1000 мм (опади переважно в зимовий період), в інших місцях — не більше 200 мм (здебільшого навесні, коли тут легше утворюються місцеві висхідні потоки). На плато, в Сахарі та в горах узимку буває випадає сніг і тримається до 20 діб (у горах).

### Гідрографія
Річок з постійною течією мало, річки течуть з гір, вони несудноплавні, але придатні для штучного зрошення та спорудження ГЕС на них. Найдовша річка країни — Шеліф (700 км). Дуже багато тимчасових потоків — ваді: Ель-Гамман, Суммам, Ель-Кебір. Річки північних схилів Атласу середземноморського типу з переважанням дощового живлення; витрати води від 0-2 м³/с влітку до 1000 м³/с під час повеней.
У розлогій приатлаській улоговині на північ від Сахари багато пересихаючих солоних озер — шотів (Шот-Мельгір). Багато їх і в міжгірській улоговині Атласу (Шот-еш-Шергі, Шот-ель-Ходна, Захрез-Шергі, Захрез-Гарбі).
Запас води, що використовуються артезіанськими свердловинами в Сахарі, досить значний. Найбільші оази: Тідікельт, Туггурт, Ель-Голеа.

### Ґрунти й рослинність
Переважають коричневі ґрунти, солончаки. У гірських районах Тель-Атласу лісові буроземи, в інших гірських районах лісові світло-бурі й червоно-бурі ґрунти субтропічних регіонів; на рівнинних ділянках — пустельні ґрунти. Ґрунти між горами Атлас і пустелею Сахара мають високий вміст солей, рівень ґрунтових вод високий.
На узбережжі рослинність середземноморського типу, здебільшого культурна, на більш зволожених схилах гір — ліси з коркового (Quércus súber) на висотах 1000—1200 м і вічнозеленого дуба, алеппської сосни (Pinus halepensis) на висотах 1200—1500 м. Вище 1500 м — зарості ялівцю й туї (Thuja). В інших частинах Алжиру — напівпустельні й пустельні формації.
Дика середземноморська рослинність представлена формаціями маквісу на висотах до 800—1000 м: ксерофітні, вічнозелені, колючі чагарники, що складаються з диких маслин (Olea), філліреї (Phillyrea), ладанніку (Cístus), фісташки (Pistacia lentiscus), деревоподібного вересу (Érica arbórea), ююби (Zyzyphus lotus), карликової пальми (Chamaerops humilis).
Вологі западини і нижні частини схилів гір поросли лісами з коркового дуба, тополь, ільмів, вільхи, тамарисків, барбарису. На висоті 800—1200 м ліси утворені кам'яним дубом (Quércus ílex), трохи вище ростуть лузітанський дуб (Quercus lusitanica) та ялівці (Juniperus). Алеппська сосна поширена від узбережжя до висоти 1300 м. Її часто супроводжує хвойне деревце сандарак (Callitris quadrivalvis). У найбільш високих частинах гірських масивів (понад 2000 м) збереглися невеликі ліси атласького кедра (Cedrus atlantica).
Між Атласькими горами і Сахарою на висотах 900—1300 м лежать Високі гірські плато, що носять характер напівпустелі з пануванням ковили-альфи, а в зниженнях панують зарості полину (Artemisia herba-alba) і солянок. Місцями на плато — гігантські зонтичні дерева ферули звичайної (Ferula communis) висотою до 3 м, карликова пальма, окремі фісташкові дерева і кущі тамарисків. Така ж рослинність характерна й для напівпустель Алжирської Сахари, а в справжніх пустелях (які подекуди трапляються у південній частині) рослинність є тільки по сухих руслах річок (ваді), в оазах, біля виходів ґрунтових вод.

### Тваринний світ
У зоогеографічному відношенні Алжир відноситься до Середземноморської підобласті Голарктичної області. Тваринний світ Магрибу, до якого відноситься північ Алжиру, дуже схожий з тваринним світом Південної Європи, що пояснюється існуванням наприкінці третинного періоду суходолу між Африкою і Європою.
Більша частина території Алжиру зайнята сухими гірськими степами і напівпустелями, у фауні яких переважають степові і пустельні види тварин. У сухих степах і на околиці пустелі Сахари зустрічаються антилопа мендес (Addax nasomaculatus), рідкісна антилопа бубал (Alcelaphinae), звичайна газель (Gazella), лев (Panthera leo) винищений, вкрай рідкісний гепард (Acinonyx jubatus), пустельна рись каракал (Caracal), степова кішка (Felis silvestris lybica), кіт барханний (Felis margarita), лисиця фенек (Vulpes zerda), смугаста гієна (Hyaena hyaena). Багатий світ гризунів і комахоїдних: різні види зайців, тушканчиків і піщанок (Gerbillinae), північно-африканський стрибунець (Macroscelides rozeti). З птахів характерні дрохва (Otis tarda), хохітва (Tetrax tetrax), журавель степовий (Anthropoides virgo); на берегах озер можна зустріти фламінго (Phoenicopterus) і пеліканів (Pelecanus); страус (Struthio camelus) у межах Алжиру винищений. З ящірок зустрічаються: гекон середземноморський (Cyrtodactylus kotschyi), гекон стінний (Tarentola mauritanica), віялопалі (Ptyodactylus) та інші гекони, шипохвіст (Uromastyx), агама (Agamidae), сірий варан (Varanus griseus), халциди (Chalcides), аптечний сцинк (Scincus scincus), гребнепалі ящірки. Із змій — літорінх алжирський (Coluber algirus), піщаний полоз, отруйні ефа (Echis) і рогаті гадюки (Cerastes). Заходять деякі представники ефіопської фауни, наприклад, єгипетська кобра гайя (Naja haje).
Лісова фауна представлена тільки на північних схилах Тель-Атласу, вкритих субтропічними лісами: північно-африканський олень (Cervus elaphus barbarus), лань (Dama dama), свиня дика (Sus scrofa), алжирська лисиця (Vulpes pallida), шакал, леопард (Panthera pardus), в заростях на низовині очеретяний кіт (Felis chaus), генета (Genetta genetta), іхневмон (Mungos ichneumon), їжатець (Hystrix africaeaustralis), дикий кролик (Oryctolagus cuniculus), алжирський їжак (Atelerix algirus), інколи з'являються згадки про винищеного у 1870 році атласького ведмедя (Ursus arctos crowteri). Орнітофауна лісів представлена хижими і горобиними. З плазунів характерним для фауни є хамелеон (Chamaeleonidae). Земноводних видів мало.
Для безлісих гірських районів країни характерними є гривистий баран (Ammotragus lervia), макака лісовий (Macaca sylvanus), ягнятник (Gypaetus barbatus), гриф чорний (Aegypius monachus), сип білоголовий (Gyps fulvus), стерв'ятник (Neophron percnopterus) і кам'яна куріпка (Alectoris).

### Проблеми довкілля
Ерозія ґрунтів через надмірне нерегульоване випасання худоби та іншу сільськогосподарську діяльність.
Зливання відходів нафтопереробних заводів та інші шкідливі стоки, що призводить до забруднення річок і Середземного моря. Забруднення вод відбувається і внаслідок ґрунтової ерозії, коли зносяться частинки ґрунту та добрива і отрутохімікати.
Країна має недостатній запас придатної для пиття води.
Гірські райони потерпають від сильних землетрусів, небезпечних зсувів ґрунту, повеней у період дощів.

## Історія

### Доісторична доба
На території Алжиру знайдені знаряддя праці епохи нижнього палеоліту віком до 400 тис. років.

### Рання історія
У другій половині 1-го тис. до н. е. на території сучасного Алжиру жили нумідійці — предки сучасних берберів. У III—II сторіччях до н. е. під проводом Масинісси тут склалася централізована держава Нумідія. Узбережжя колонізувалось фінікійцями (перші поселення XII століття до н. е.), що утворили могутню морську державу Карфаген. Карфаген і Нумідію у 106 році до н. е. остаточно завоювали римляни. Місцеве населення неодноразово підіймало повстання проти римської влади: 111—105 роки до н. е. — повстання нумідійського царя Югурти, 17—24 роки н. е. — повстання Такфаріната, 138 рік — повстання гетулів, 260 рік — повстання Фараксена, 265 рік — повстання квінкенгентьєнів. У 46 році до н. е. утворено провінцію Римська Африка, яка стає головною житницею Римської імперії. У IV столітті країну охопило повстання рабів-християн, так звана єресь донатистів. В V сторіччі Алжир захопили вандали, в VI сторіччі — візантійці.
|                                          |                   |                            |                       |
| Карта Нумідії (показана світло-бузковим) | Профіль Масинісси | Мавзолей Джуби II в Тіпазі | Арка Траяна в Тімгаді |

### Середньовіччя
У VII сторіччі увесь Магриб підкорили араби. Населення прийняло іслам; значна частина берберів змішалась з арабами і засвоїла арабську мову. Проте вже у VIII столітті серед берберських племен поширилась мусульманська єресь хариджизм, прихильники якої відмовлялись платити данину арабам — харадж, і Магриб через низку повстань відпав від халіфату і керувався різними династіями впродовж багатьох століть.
- З 800 по 909 роки країною правила арабська династія Аглабідів зі столицею в Кайруані (сучасний Туніс).
- З 909 по 1057 роки країною правила арабська династія Фатімідів зі столицею спочатку в Махдії (Туніс), потім в Каїрі. На цей період припадає масова імміграція арабів до Магрибу, його арабізація.
- З 1057 по 1148 роки країною правила берберська династія Альморавідів зі столицею в Маракеші (Марокко).
- З 1148 по 1269 роки країною правила берберська династія Альмохадів зі столицею спочатку в Маракеші, потім в Севільї (Іспанія).
- З 1269 по 1550 роки країною правила берберська династія Заянідів (Абдальвадідів) зі столицею в Тлемсені.

Починаючи з XIII століття у період Реконкісти на Піренейському півострові починається безперервна боротьба за морські порти на узбережжі Алжиру, розквіт піратства. У 1550 році габсбурзька Іспанія поширила свою владу на головні морські порти Алжиру.

### Нова доба
Намагаючись протистояти іспанській християнській колонізації країни берберський корсар Хайр ад-Дін Барбаросса, що правив в Алжирі від 1523 року, перейшов у васальну залежність від Османської імперії, утворивши Алжирський еялет. Головним заняттям феодальної верхівки стає морське піратство й работоргівля. З 1671 року еялет стає автономним намісництвом у складі імперії. Його очолював виборний дей. У цей час європейські держави підписують торговельні угоди з Алжиром (перша угода — Англія, 1662 рік). 1711 року Алжир домігся відносної незалежності на чолі з виборним деєм Бабою Алі. Наступне століття пройшло для Алжиру під піратським прапором.
|                     |                                      |                                       |                                                        |
| Хайреддін Барбароса | Іспанські фортифікації в порту Алжир | Християнські невільники в порту Алжир | Бомбардування Алжира англо-данським флотом у 1816 році |

### Французьке панування
5 липня 1830 року Франція завоювала Алжирське намісництво за наказом короля Карла X і під командуванням генерала Бурмона (Французький Алжир). Боротьбу проти колонізаторів очолив Абд аль-Кадір, який об'єднав під своїм проводом племена західного й центрального Алжиру. Регулярна алжирська армія завдала ряд поразок французам у 1835 і 1836 роках. Боротьба Абд аль-Кадіра з корупцією, його реформи налаштували проти нього місцевих феодалів. У 1839 році відновились бойові дії з французами. 22 лютого 1841 року генерал-губернатором Алжиру був призначений маршал Бюжо, який очолив 108 тис. військо (третину всіх збройних сил Франції) і спромігся витіснити Абд-аль-Кадіра до Марокко 1843 року. У 1845—1846 роках спалахнуло нове повстання під його проводом, яке закінчилось поразкою і полоном. Виступи проти французьких загарбників та іммігрантів (кількість французів до 1848 року зросла з 28 тис. до 109 тис. осіб) тривали протягом усього XIX століття: 1849 — оаза Зааджа, 1851 — Кабілія, 1852 — Лагуат, 1855 — оаза Туггурт, 1859 — племена Бені-Снасен, 1864 — племена Улед-Сіді-Шейх. Французька влада конфіскувала 200 000 га найкращих земель із фонду державних (бейлік) та релігійних общин (хабус).
1848 року в Алжирі було створено перші органи місцевого самоврядування, які ліквідували після грудневого перевороту 1851 року. Республіканські комітети самоврядування й оборони, Республіканська асоціація Алжиру були створені 1870 року під час Паризької комуни. З країни був висланий генерал-губернатор і знятий префект — влада перейшла до Алжирської комуни на чолі з адвокатом Вюєрмозом. У березні 1871 року в країні через чутки про можливе переселення французів Лотарингії та Ельзасу спалахує повстання кабілів та інших 200 племен під проводом релігійного братства Рахманія на чолі з шейхом Хаддадом і володарем Сетіфа, Мухаммедом Мукрані. Повстання зазнало поразки в січні 1872 році, племена втратили 0,5 млн га на користь переселенців.
|                                                  |                                    |               |                                   |                            |
| Здобуття французами Алжирської фортеці, 1830 рік | Прибуття маршала Рандона до Алжиру | Абд аль-Кадір | Алжир 1954 року (відеозамальовка) | Барикади на вулицях Алжира |

1873 року була прийнята земельна реформа, що поклала край суспільному землеволодінню й примусово розділила громадські землі між приватними власниками. Завдяки цій реформі французи невдовзі змогли привласнити 50 % земель країни.
1881 року відбулося останнє велике повстання - племені Улед-Сіді-Шейх.
Під час Першої світової війни 175 000 алжирців було мобілізовано на фронти Європи (з них загинуло 25 000), а 120 000 вивезено до Франції на спорудження фортифікацій. Після війни почалося нове піднесення національно-визвольної боротьби (младоалжирці утворили Комітет незалежності Алжиру і Тунісу), почали утворюватись профспілки. 1919 року французький уряд законодавчо зрівняв у правах громадян франції та тубільців. 1924 року була заснована комуністична партія (до 1936 існувала як секція компартії Франції). В Алжирі виникають націоналістичні партії: 1926 року — Союз північно-африканської зірки, що пізніше перетворився на Народну партію Алжиру. 1927 року в Алжирі зібрався Мусульманський конгрес, який висунув вимогу демократичних свобод, скасування расової дискримінації. 1931 року шейх Бен Бадіс утворив «Союз алжирських улемів», що об'єднав у своїх лавах національну мусульманську інтелігенцію. Соціалістичний уряд Блюма 1936 року запропонував «законопроєкт Віолета», що значно розширював права арабів. На його підтримку в червні в Алжирі зібрався Мусульманський конгрес, в липні 1937 року відбулася його друга сесія.
Після капітуляції Франції в 1940 році до Алжиру були направлені численні італо-німецькі «комісії з перемир'я», що готували ґрунт для повної окупації країни. Розпочалося будівництво Транссахарської залізниці, що повинна була поєднати порт Орана з басейном Нігеру. Вже 29 липня 1941 року уряд Віші отримав таємний ультиматум щодо передачі Третьому Рейху військово-морських баз Алжира, Касабланки й Дакара. У другій половині 1942 року війська США і союзників розпочали деокупацію країни, яку завершили в травні 1943 року, звільнивши Туніс. В Алжирі влаштувався Французький комітет національного визволення (проголосив себе Тимчасовим урядом в червні 1944 року), були сформовані французькі дивізії з місцевого населення.
Уряд США додав Алжир до сфери дії «плана Маршалла» з відновлення зруйнованих війною економік Європи. За цим планом була відновлена й розвинена транспортна інфраструктура країни (додатково зведено 40 аеродромів), значні асигнування отримала гірнича промисловість.
Після Другої світової війни національно-визвольний рух в Алжирі набрав більш організованого і масового характеру. 20 вересня 1947 року Національні збори Франції прийняли «Алжирський статут» щодо місцевого самоврядування. За цим статутом в Алжирі створювалась Алжирська асамблея з 120 членів, що обирались на 6 років по двох рівноправних куріях (європейській та туземній), права асамблеї були обмежені. Перші вибори до Алжирської асамблеї відбулися в квітні 1948 року, вибори супроводжувались масовими виступами, застосуванням військ. Головою країни вважався генерал-губернатор, призначаємий президентом Франції. Країну в Національних зборах Франції представляли 30 депутатів, в Раді Республіки — 14.
В листопаді 1954 року алжирський народ розпочав збройне повстання проти французького панування, яке переросло в справжню війну за незалежність Алжиру. В результаті розгортання національно-визвольної боротьби, очолюваної Національним фронтом визволення, в Каїрі 19 вересня 1958 року було проголошено Алжирську Народну Демократичну Республіку і сформовано її Тимчасовий уряд. Цей уряд відповідальний перед Національною радою алжирської революції (у складі 54 осіб), яка представляє широкі верстви населення Алжиру. Французький уряд не визнав Тимчасового уряду.

### Незалежність
Боротьба за визволення завершилася підписанням 18 березня 1962 року Евіанських угод про припинення вогню і самовизначення країни шляхом референдуму. Під час референдуму 1 липня 1962 року переважна більшість алжирців висловилася за незалежність. Алжир отримав незалежність 5 липня 1962 року, після 8-річної війни з французами. Відбулась експропріація земельних ділянок французів, націоналізація більшості торговельних підприємств, транспорту, гірничої, нафтохімічної та газової промисловості, банків; розпочалися реформи в фінансовій та аграрній галузях економіки, намітились перші заходи щодо індустріалізації. Між СРСР і алжирським урядом було підписано низку угод 1963, 1969, 1972 і 1974 років про економічне, науково-технічне, торговельне співробітництво.
Ахмед Бен Белла, лідер Національного Фронту визволення, був обраний президентом, але 1965 року — скинутий під час військового перевороту. 22 листопада 1976 року була прийнята Конституція Алжиру. Нова конституція прийнята в 1989 році.
|                                         |                                                      |                                  |                    |
| Фронт національного визволення у Евіані | Хуарі Бумедьєн із Резою Пехлеві та Саддамом Хусейном | Військові на вулицях у 1991 році | Протести 2011 року |

Обмежений політичний плюралізм з'явився 1989 року. На виборах 1990 року переміг Фундаменталістський ісламський фронт (FIS). Президент Шадлі Бенджедід обіцяв провести багатопартійні вибори в 1991 році. На тих виборах переміг ФІФ. 1992 року Шадлі Бенджедід відрікся від влади, яка перейшла до військових. Вони розпустили ФІФ. Президентом став Мухаммед Будіаф, але невдовзі він був убитий. Розпочалася громадянська війна. Генерал Ламін Зеруаль замінив на посаді президента Алі Кафі в 1994 році.
27 квітня 1999 року Абделазіз Бутефліка, отримавши 70 % голосів виборців, був інавгурований президентом на 5-річний термін. У своєму першому телевізійному зверненні до свого народу в липні 1999 року він взяв на себе зобов'язання докласти всіх зусиль задля національного примирення. Протягом першого терміну свого президентства, йому вдалося значно покращити стан громадської безпеки в країні. Наступні президентські вибори відбулися 8 квітня 2004 року, де Абделазіз Бутефліка отримав 84,99 % голосів виборців.
На початку 2011 року країною прокотилася хвиля масових протестів проти економічних та політичних проблем.
2 квітня 2019 року Бутефліка пішов у відставку з посади президента після масових протестів проти його кандидатури на п'ятий термін.

## Політична система
Алжир за формою правління є президентською республікою. Глава держави — президент, що обирається загальним прямим і таємним голосування на п'ятирічний термін з однією можливістю переобрання, є водночас верховним головнокомандувачем збройних сил країни. Президент очолює Раду міністрів, призначає міністрів. Державний устрій — унітарна держава.
Перша конституція незалежної держави була прийнята 8 вересня 1963 року, проте вже 19 червня 1965 року вона була відмінена, уся повнота влади перейшла до Революційної ради з 18 осіб. Чинна конституція була прийнята 1989 року.

### Парламент

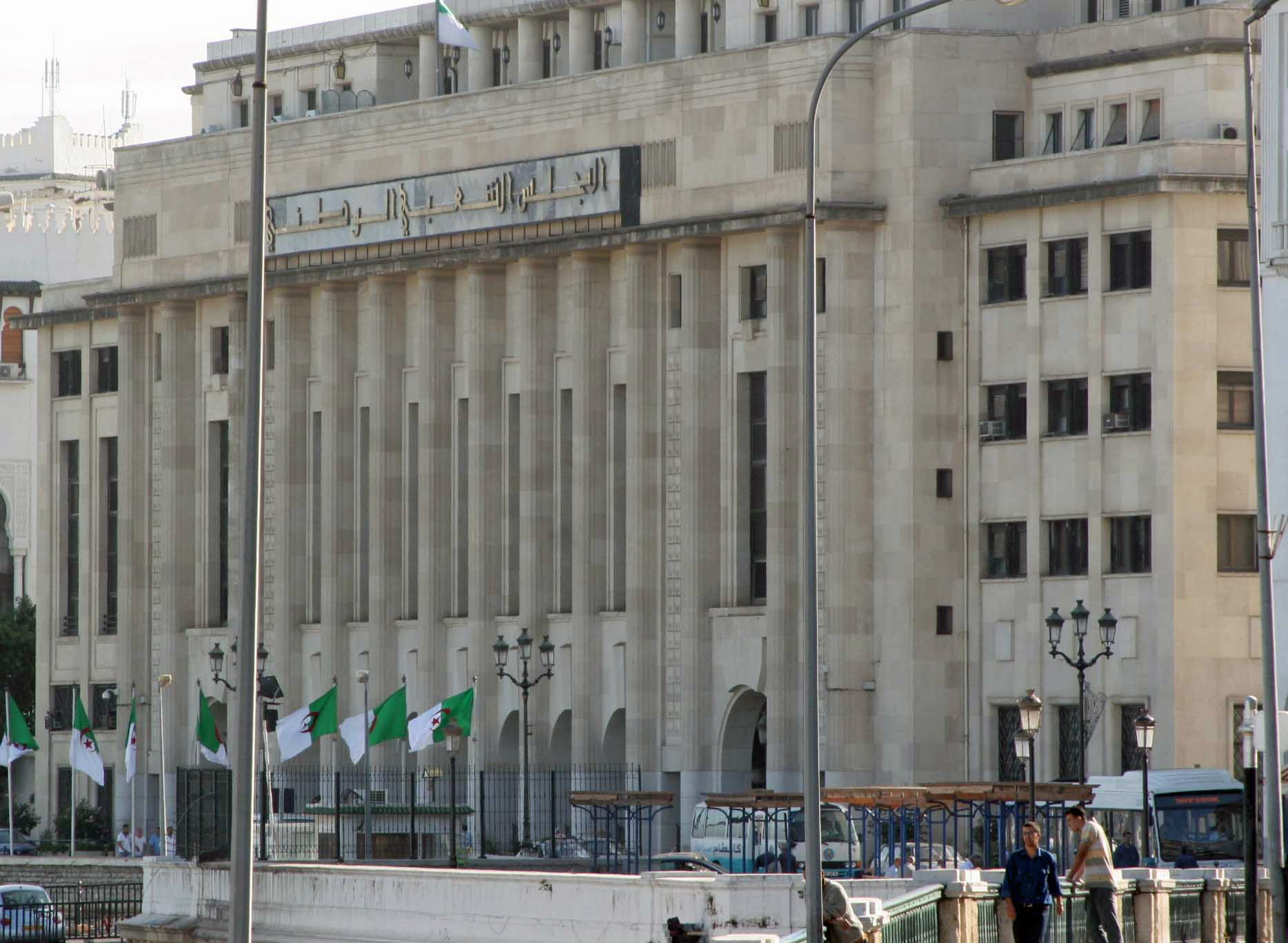
Будівля Національних зборів Алжиру

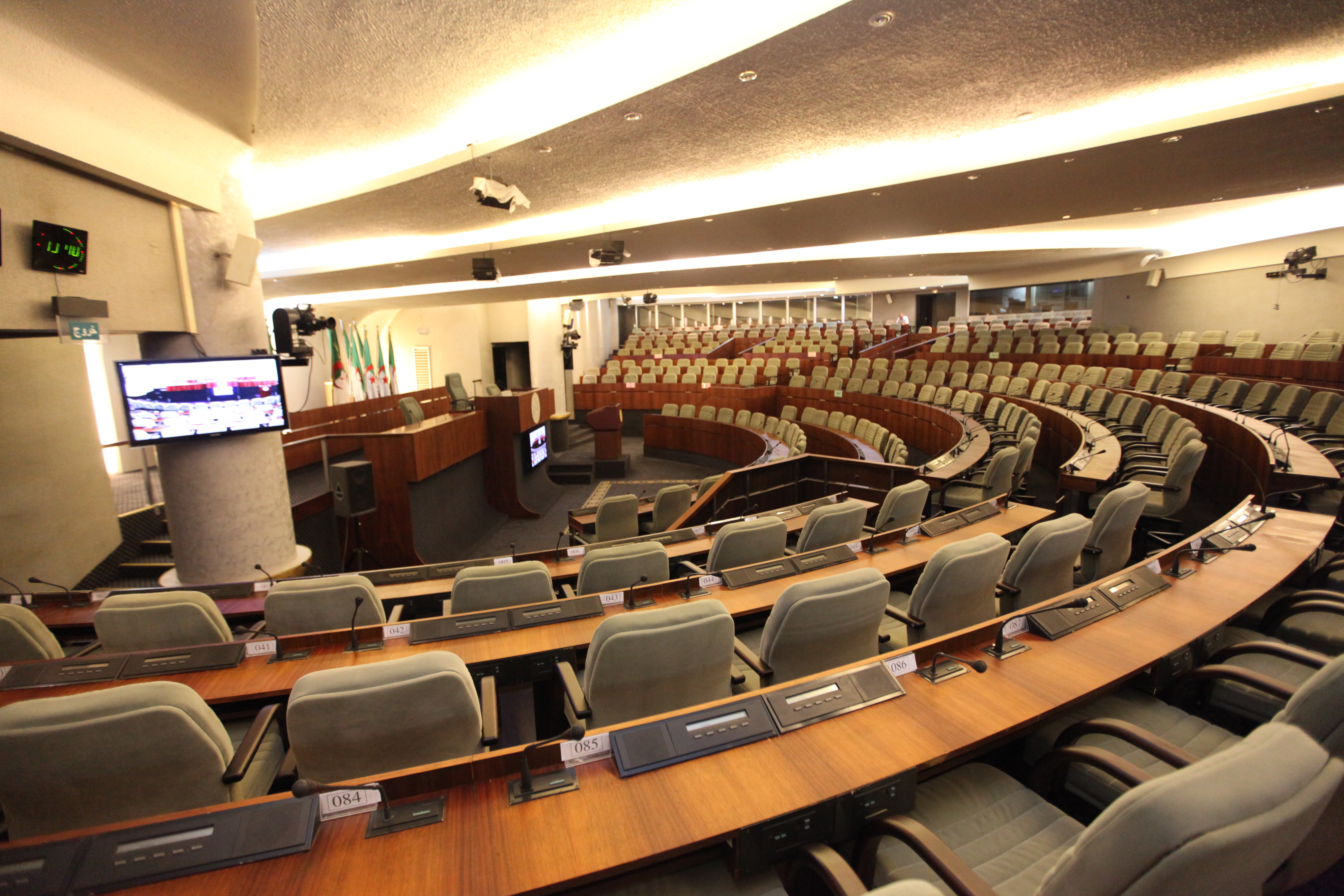
Сесійна зала Національних зборів Алжиру

Законодавча влада в країні належить однопалатному парламенту — Національним зборам, депутати яких обираються загальним прямим і таємним голосуванням на термін у 5 років.

#### Політичні партії
Довгий час в країні існувала лише одна єдина правляча партія, Фронт національного визволення Алжиру, заснована в 1954 році. Діяла Загальна спілка алжирських трудящих, заснована 1956 році.
На парламентських виборах 5 червня 1997 року до парламенту Алжиру пройшли наступні політичні партії:
- Національне демократичне об'єднання (НДО) — 156 місць (41 %);
- Соціальний рух за мир — 69 місць (18 %);
- Фронт національного визволення (ФНВ) — 62 місця (16 %);
- Ан-Нахда — 34 місця (9 %);
- Фронт соціалістичних сил (ФСС) — 20 місць (5 %);
- Об'єднання за культуру і демократію — 11 місць (3 %)[9].

### Судова влада
1965 року була проведена перша докорінна реформа французької колоніальної судової системи — створена єдина система загальногромадянських судів, військові трибунали і суд для розгляду економічних злочинів. 1966 року введені в дію перші кодекси: кримінальний, кримінально-процесуальний, громадянсько-процесуальний.

### Зовнішня політика
Алжир член Організації Об'єднаних Націй з 1962 року. З 1989 року Алжир член Союзу Арабського Магрибу (САМ). Алжир член Ліги арабських держав і Африканського Союзу. Алжир є членом Міжнародної організації Червоного хреста, МБРР, МВФ, МАГАТЕ, ОПЕК.
Алжир має дипломатичні відносини з більше ніж 100 країнами світу. Понад 90 країн мають свої дипломатичні представництва в Алжирі.

#### Українсько-алжирські відносини
Уряд Алжиру офіційно визнав незалежність України 27 грудня 1991 року, дипломатичні відносини з Україною встановлено 20 серпня 1992 року. В Алжирі (місто Алжир) діє українське посольство і консульство, а в Києві посольство Алжиру.

### Державна символіка
Державний прапор складається з двох вертикальних смуг однакової ширини зеленого (колір ісламу) і білого (колір чистоти й трауру за загиблими) кольорів. У центрі розташовані червона зірка і півмісяць. Прийнятий 3 липня 1962 року.
Державним гербом Алжиру слугує печатка, що використовується урядом, вона еквівалентна гербам інших держав. Головними елементами печатки є червоний півмісяць і зірка. У 1976 році на печатку був доданий напис арабською الجمهورية الجزائرية الديمقراطية الشعبية — «Народна Демократична Республіка Алжир», емблема сонця, рука Фатіми (доньки пророка Мухаммеда), елементи, що символізують сільське господарство та промисловість, гори Атлас.
Державний гімн Алжиру, пісня «Кассаман» написана в 1956 році Муфді Закарією у в'язниці Серкаджі-Бербарусс на музику єгипетського композитора Мохаммеда Фавзі. Затверджений у 1963 році.

## Адміністративно-територіальний поділ

Вілаєти Алжиру

В адміністративно-територіальному відношенні територія держави поділяється на: 47 вілаїв (араб. ولاية) і 1 столичний округ (араб. ولاية). Вілаї, своєю чергою, поділяються на 553 округи (араб. دائرة; «даїра»), які складаються з 1541 комун (фр. commune, араб. بلدية, балядія).
Адміністративний поділ країни кілька разів змінювався з моменту здобуття незалежності, при виокремленні, або створенні нових провінцій, номер старих провінцій не змінювався, отже номери провінцій не збігаються з алфавітним порядком.
1. Адрар (араб. ولاية أدرار), адміністративний центр у місті Адрар
2. Шлеф (араб. ولاية الشلف), адм. центр — Шлеф
3. Лагуат (араб. ولاية الأغواط), адм. центр — Лагуат
4. Ум-ель-Буакі (араб. ولاية أم البواقي), адм. центр — Ум-ель-Буакі
5. Батна (араб. ولاية باتنة), адм. центр — Батна
6. Беджая (араб. ولاية بجاية), адм. центр — Беджая
7. Біскра (араб. ولاية بسكرة), адм. центр — Біскра
8. Бешар (араб. ولاية بشار), адм. центр — Бешар
9. Бліда (араб. ولاية البليدة), адм. центр — Бліда
10. Буїра (араб. ولاية البويرة), адм. центр — Буїра
11. Таманрассет (араб. ولاية تمنراست), адм. центр — Таманрассет
12. Тебесса (араб. ولاية تبسة), адм. центр — Тебесса
13. Тлемсен (араб. ولاية تلمسان), адм. центр — Тлемсен
14. Тіарет (араб. ولاية تيارت), адм. центр — Тіарет
15. Тізі-Узу (араб. ولاية تيزي وزو), адм. центр — Тізі-Узу
16. Алжир (араб. ولاية الجزائر), адм. центр — Алжир
17. Джельфа (араб. ولاية الجلفة), адм. центр — Джельфа
18. Джиджель (араб. ولاية جيجل), адм. центр — Джиджель
19. Сетіф (араб. ولاية سطيف), адм. центр — Сетіф
20. Саїда (араб. ولاية سعيدة), адм. центр — Саїда
21. Скікда (араб. ولاية سكيكدة), адм. центр — Скікда
22. Сіді-Бель-Аббес (араб. ولاية سيدي بلعباس), адм. центр — Сіді-Бель-Аббес
23. Аннаба (араб. ولاية عنابة), адм. центр — Аннаба
24. Гельма (араб. ولاية قالمة), адм. центр — Гельма
25. Константіна (араб. ولاية قسنطينة), адм. центр — Константіна
26. Медеа (араб. ولاية المدية), адм. центр — Медеа
27. Мостаганем (араб. ولاية مستغانم), адм. центр — Мостаганем
28. Мсіла (араб. ولاية المسيلة), адм. центр — Мсіла
29. Маскара (араб. ولاية معسكر), адм. центр — Маскара
30. Уаргла (араб. ولاية ورقلة), адм. центр — Уаргла
31. Оран (араб. ولاية وهران), адм. центр — Оран
32. Ель-Баяд (араб. ولاية البيض), адм. центр — Ель-Баяд
33. Іллізі (араб. ولاية اليزي), адм. центр — Іллізі
34. Бордж-Бу-Арреридж (араб. ولاية برج بوعريريج), адм. центр — Бордж-Бу-Арреридж
35. Бумердес (араб. ولاية بومرداس), адм. центр — Бумердес
36. Ат-Тарф (араб. ولاية الطارف), адм. центр — Ат-Тарф
37. Тіндуф (араб. ولاية تندوف), адм. центр — Тіндуф
38. Тіссемсілт (араб. ولاية تسمسيلت), адм. центр — Тіссемсілт
39. Ель-Уед (араб. ولاية الوادي), адм. центр — Ель-Уед
40. Хеншела (араб. ولاية خنشلة), адм. центр — Хеншела
41. Сук-Ахрас (араб. ولاية سوق أهراس), адм. центр — Сук-Ахрас
42. Тіпаза (араб. ولاية تيبازة), адм. центр — Тіпаза
43. Міла (араб. ولاية ميلة), адм. центр — Міла
44. Айн-Дефля (араб. ولاية عين الدفلى), адм. центр — Айн-Дефля
45. Наама (араб. ولاية النعامة), адм. центр — Наама
46. Айн-Темушент (араб. ولاية عين تموشنت), адм. центр — Айн-Темушент
47. Гардая (араб. ولاية غرداية), адм. центр — Гардая
48. Релізан (араб. ولاية غليزان), адм. центр — Релізан

## Збройні сили
Чисельність збройних сил у 2000 році складала 124 тис. військовослужбовців. Загальні витрати на армію склали 1,8 млрд доларів США.

## Економіка
Алжир — індустріальна держава, що розвивається. Валовий внутрішній продукт (ВВП) у 2006 році склав 253,4 млрд доларів США (37-е місце в світі); що у перерахунку на одну особу становить 7,7 тис. доларів (82-е місце в світі). За даними Index of Economic Freedom, The Heritage Foundation темп зростання ВВП в 2001 році становив 5,1 %. Промисловість разом із будівництвом становить 58 % від ВВП держави; аграрне виробництво разом з лісовим господарством і рибальством — 10 %; сфера обслуговування — 32 % (станом на 2006 рік). Зайнятість активного населення у господарстві країни розподіляється наступним чином: 23 % — промисловість і будівництво; 14 % — аграрне, лісове і рибне господарства; 63 % — сфера обслуговування (станом на 2006 рік).
Надходження в державний бюджет Алжиру за 2006 рік склали 59,3 млрд доларів США, а витрати — 49,1 млрд; профіцит становив 21 %.
Високі світові ціни на нафту допомагають поліпшенню фінансової ситуації в країні. Державне керівництво не мало великого успіху в зниженні відсотка безробіття та рівня життя. На 2005 рік відсоток безробітних становив понад 22 %.
Після націоналізації основних галузей економіки, до 1975 року в державному секторі опинилось 90 % промислового виробництва. За допомогою країн РЕВ було споруджено багато об'єктів господарства.
Економічні реформи рухаються повільно. У 2005 році відсоток інфляції становив 4,7 %, а зростання ВВП склало 5,3 %.
Прямі закордонні інвестиції в 2001 році становили 262,9 млн доларів США.

### Валюта
Національною валютою країни є алжирський динар.

### Промисловість
Головними галузями промисловості Алжиру є: гірничо- і газо-нафтовидобувна, нафтопереробка, металургія, машинобудування, хімічна та харчова.
Головною підгалуззю харчової промисловості довгий час було виноробство, у 1975 році було вироблено 4,5 млн гкл. Важливими підгалузями є також тютюнова, консервна, олійна (оливкова олія).
Головні промислові підприємства сконцентровані в Алжирі, Орані, Аннабі, Константіні. За часів співробітництва з СРСР в Константіні та Сіді-Бель-Абесса були побудовані тракторозбиральні підприємства, ряд заводів з виробництва електроустаткування, виготовлення цементу, паперова й текстильна фабрики. У портовому місті Скікда зведено нафтохімічний комплекс.

### Гірнича промисловість
У 2004 році в Алжирі було видобуто 511 млн барелів нафти, з яких спожито 84 млн, а 427 млн експортовано. Видобуток природного газу в 2004 році склав 80,2 млрд м³, з яких 61 млрд м³ було експортовано. 60 % річного доходу походить з експорту вуглеводнів. Алжир займає 7-е місце у світі за розміром запасів природного газу і 2-е за розмірами його експорту (14-е місце за запасами нафти). Головна нафтова компанія — «Сонатрак».
Найбільші родовища залізної руди: Уенза, Бені-Саф. Видобуток фосфатів поблизу Тебеси і Токвіля. Найбільше родовище кам'яного вугілля поблизу Кенаци.

### Енергетика
Більша частина електроенергії виробляється на ТЕС і ГЕС. З 1975 по 1994 обсяг виробництва електроенергії в країні збільшився з 3,2 млрд кВт·год до 18,7 млрд кВт·год. За 2004 рік було вироблено 29,4 млрд кВт·год електроенергії (експортовано 230 млн кВт·год); загальний обсяг спожитої — 27,4 млрд кВт·год (імпортовано 300 млн кВт·год).
У 2004 році споживання нафти склало 233 тис. барелів на добу, природного газу — 53 м³ на добу.

### Агровиробництво
У сільськогосподарському обробітку знаходиться 17 % площі держави, з них лише п'ята частина під ріллею. Сільськогосподарські угіддя зосереджені головним чином в північній частині країни, де м'який помірно-вологий середземноморський клімат. Головні сільськогосподарські культури: оливки, цитрусові (540 тис. тонн у 1975 році), фініки, зернові, пшениця (652 тис. тонн у 1975 році) і ячмінь (307 тис. тонн у 1975 році), виноград, картопля, ранні овочі (800 тис. тонн у 1975 році).
Поголів'я вівців складає 18 млн голів, кіз — 3 млн, великої рогатої худоби — 2 млн. У 1946 році поголів'я малої рогатої худоби (вівці, кози) складало 9 млн голів, великої — 0,8 млн голів; а в 1975 році — 10 і 0,8 млн голів, відповідно. До 1 млн голів налічує поголів'я коней і верблюдів в країні.
Розвинуте рибальство (сардини, тунець, кілька); заготівля кори коркового дуба (3-е місце в світі після Іспанії та Португалії); збір трави альфи (Lygeum spartum) становить 100 тис. тонн на рік, що йде на виготовлення найкращих сортів паперу. Ще донедавна важливим був промисел морських губок і коралів, що йшли на виготовлення засобів особистої гігієни та прикрас.
Історично для сільського господарства Алжиру характерним було існування двох систем господарювання: великі товарні латифундії французів та іноземців і напівнатуральні володіння арабських землевласників. Якщо перші використовували найману працю для обробітку, то інші здавали наділи в оренду бідним селянам хамесам, забезпечуючи їх посівним матеріалом, тягловим скотом та інструментом за 80 % вирощеного врожаю. До 1938 року в обробітку знаходилось лише 2,9 % площі країни, 99 % сільськогосподарських машин було сконцентровано в товарних господарствах французів. Врожайність пшениці станом на 1948 рік становила 4,6 цнт/га, ячменю — 4,7 цнт/га. У посушливі роки виникав голод.

### Транспорт
Основний транспорт — залізничний (4 тис. км), автомобільний (37 тис. км), морський, повітряний, трубопровідний (6 тис. км). Головні морські порти: Беджаїя, Арзев, Алжир, Аннаба, Оран, Скікда. Найважливіші аеропорти розташовуються в Дар-ель-Бейді (поблизу столиці), Ла-Сенія в Орані, Константині й Аннабі, загалом в країні діє 66 летовищ.
|                               |                          |                       |                |                     |
| Ділянка Каїр-дакарського шосе | Залізничний вокзал Орана | Система трубопроводів | Оранський порт | Метрополітен Алжира |

### Туризм
У 1992 році Алжир відвідало 1,1 млн іноземних туристів, що дало прибуток у 65 млн доларів США. Через нестабільну політичну ситуацію в 1990-х роках приток туристів значно зменшився, а прибуток в 1997 році становив лише 20 млн доларів США. Об'єктами туризму слугують археологічні пам'ятки, залишки античної архітектури, наскельні фрески в гірських районах Сахари, курорти в горах та на узбережжі Середземного моря: Біскра, Хамман-Бу-Ханіфія.
Іноземці можуть вільно пересуватися територією Алжиру. Вони зобов'язані мати при собі та пред'являти на вимогу представників влади документи про законне перебування на території країни, а також повідомляти комісаріат поліції або мерію про зміну місця проживання, якщо вони міняють місце проживання остаточно, чи на період понад 6 місяців. Заява має буде подана не пізніше 5 днів до залишення помешкання із зазначенням адреси місця старого та нового помешкання. Про прийняття заяви іноземцю видається відповідний документ.

### Зовнішня торгівля

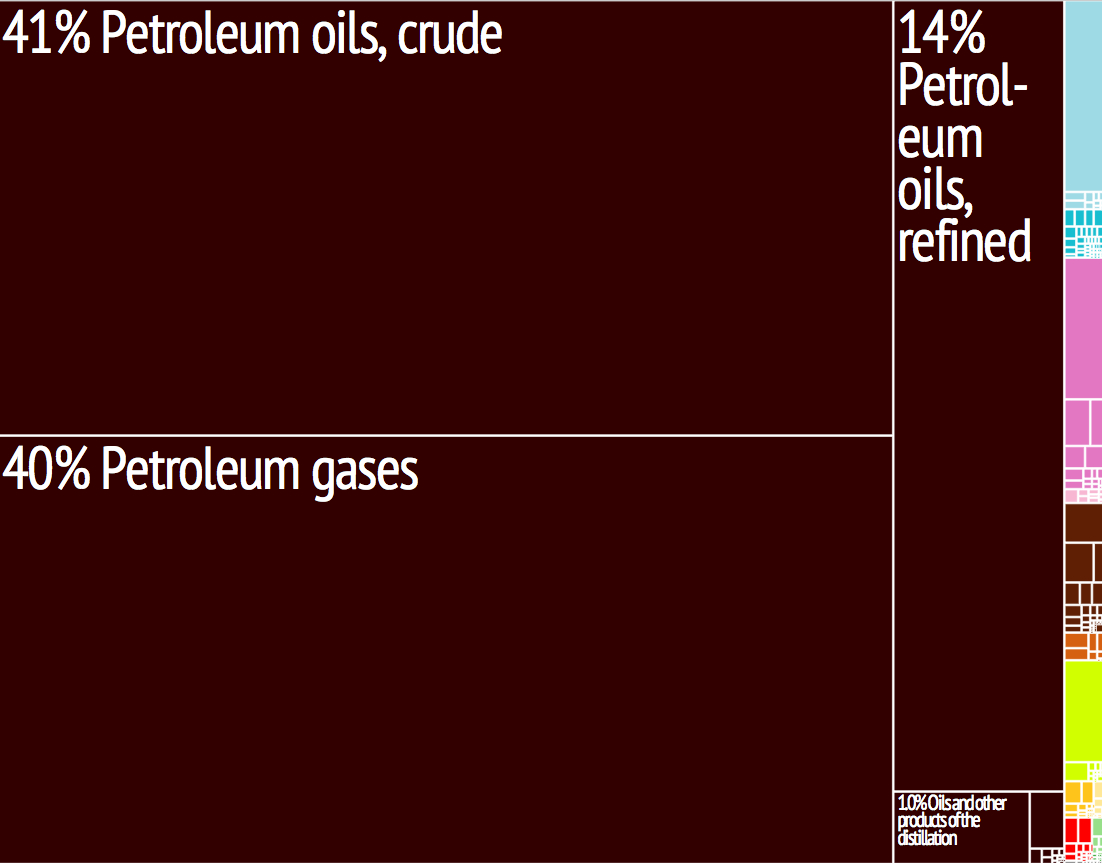
Структура експорту Алжиру за 2011 рік

Основні торговельні партнери Алжиру: США, Франція, Італія, Іспанія, Китай, Німеччина, Канада.
Держава експортує: нафту, природний газ, оливки, цитрусові. Основні покупці: США (23 %); Італія (16 %); Іспанія (10,5 %), Франція (10 %), Канада (8 %). У 2006 році вартість експорту склала 55,6 млрд доларів США. Основними експортерами в 2009 році стали: США — 23,2 %; Італія — 17,23 %; Іспанія — 10,83 %; Франція — 7,97 %; Канада — 7,65 %; Нідерланди — 5,19 %; Туреччина — 4,22 %. У 2009 році вартість експорту склала 43,69 млрд доларів США.
Держава імпортує: продукти харчування, текстиль, транспортні засоби. Основні імпортери: Франція (28 %); Італія (7,8 %); Іспанія (7,2 %); Китай (7 %); Німеччина (6,3 %). У 2006 році вартість імпорту склала 27,6 млрд доларів США. Основними імпортерами в 2009 році стали: Франція — 19,7 %; Китай — 11,72 %; Італія — 10,19 %; Іспанія — 8,13 %; Німеччина — 5,77 %; Туреччина — 5,05 %. У 2009 році вартість імпорту склала 39,1 млрд доларів США.
У 2005 році Україна експортувала до Алжиру товарів та послуг на суму 618 млн доларів США.

### Районування
У господарському відношенні територію країни можна умовно поділити на 3 економічних райони + регіон Сахари:
- Північно-західний район (Оран, Сайда, Тіарет, Тлемсен) — товарне землеробство (зернові, виноград).
- Центральний район (Алжир, Медеа, Тізі-Узу, Ель-Аснам) — переробна промисловість, диверсифіковане сільське господарство.
- Північно-східний район (Аннаба, Константіна, Орес, Сетіф) — гірничопромислова спеціалізація (залізна руда, фосфати).
- Сахара — нафтовидобувна галузь, трубопроводи.

## Населення
Населення держави у 2006 році становило 32,9 млн осіб (37-е місце в світі). Густота населення: 12,9 осіб/км² (166-е місце в світі); 230 осіб/км² в Кабілії, менше 1 осіб/км² в пустелі. Згідно статистичних даних за 2006 рік народжуваність 17,1 ‰; смертність 4,6 ‰; природний приріст 12,5 ‰. Історично чисельність населення країни зростала наступним чином: у 1900 році — 4,6 млн осіб, у 1930 — 5,5 млн, у 1970 — 13,7 млн, у 1987 році — 23 млн.
Вікова піраміда населення виглядає наступним чином (станом на 2006 рік):
- діти віком до 14 років — 28,1 % (4,7 млн чоловіків, 4,5 млн жінок);
- дорослі (15-64 років) — 67,1 % (11,1 млн чоловіків, 11 млн жінок);
- особи похилого віку (65 років і старіші) — 4,8 % (0,74 млн чоловіків, 0,84 млн жінок).

Населення розміщене вкрай нерівномірно, близько 70 % алжирців живуть у північній, прибережній зоні Середземного моря; менша кількість, мешкає в пустелі Сахара, й в основному зосереджена в оазах, хоча близько 1,5 млн чоловік залишаються кочовиками або частково кочівниками.
Серед адвокатів жінки становлять 70 %, серед суддів — 60 %, вони домінують і в медицині. Все частіше жінки вносять великий дохід до домашніх господарств, подекуди більше ніж чоловіки. 60 % студентів університетів складають жінки (згідно з університетськими дослідженнями).
За даними ООН, Алжир має одну з найнижчих ставок у світі за забезпеченням житлової площі, та й урядові чиновники публічно заявили, що країна має негативне сальдо в розмірі 1,5 млн одиниць житла. Не сприяє покращенню цієї картини проблема біженців, оскільки постійно в країні перебувають понад 95 тис. біженців та шукачів притулку. Це близько 90 тис. чоловік з Марокко, і понад 4 тис. з колишньої Палестини, крім того в країні працює близько 35 тис. китайських мігрантів.

### Урбанізація
Рівень урбанізованості в 2000 році склав 56 % і в порівнянні з 1974 роком (52 %) змінився не істотно. Головний етап урбанізації припав на середину XX століття, коли лише за період 1954—1966 років частка міського населення збільшилась з ¼ до ⅓. Головні міста держави: Алжир (2,36 млн осіб), Оран (803 тис. осіб), Константіна (448 тис. осіб).
У 2011 році було відкрито Алжирський метрополітен.

### Етнічний склад

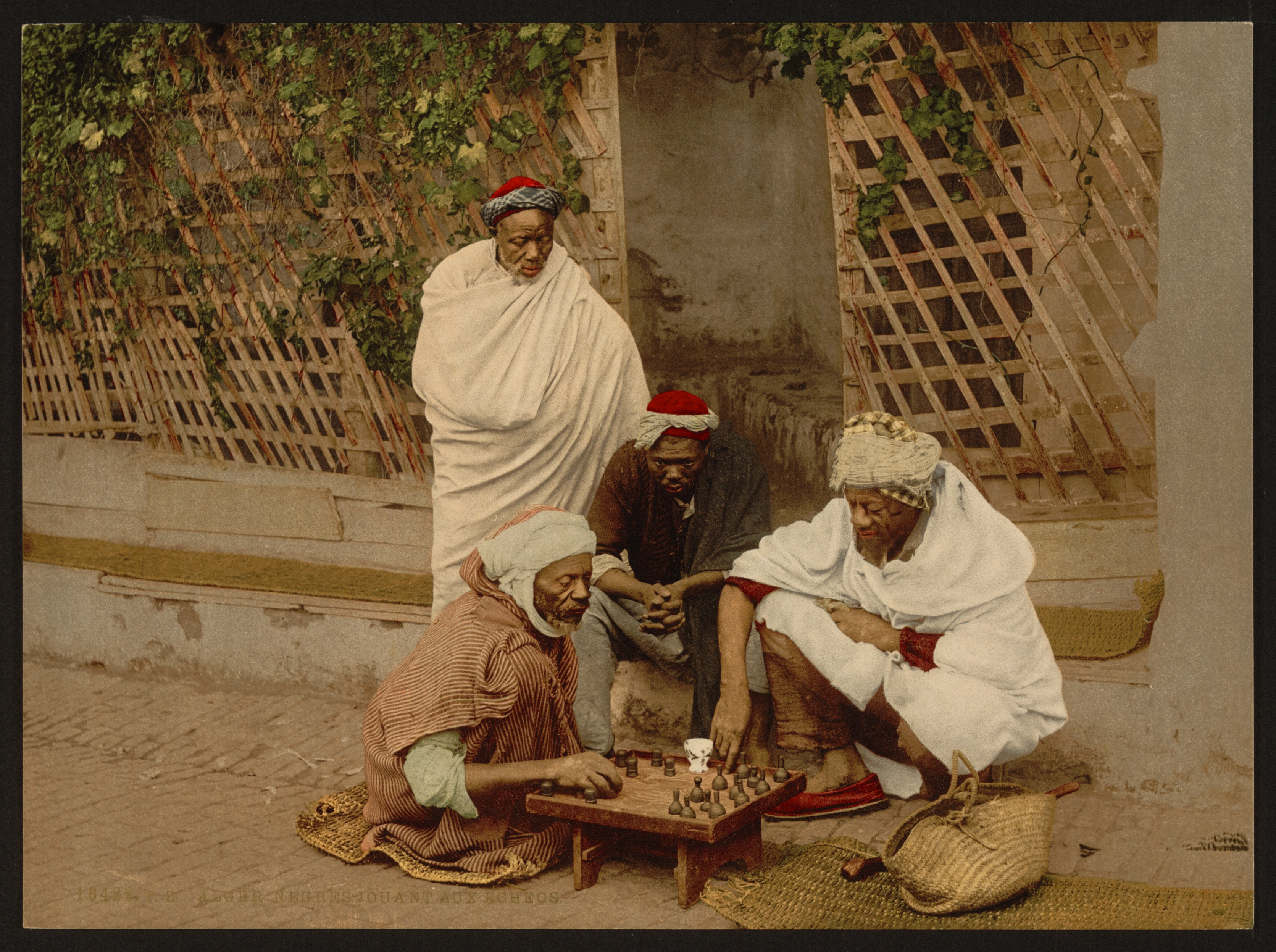
Алжирці грають у шахи, 1899 рік

Головні етноси, що складають алжирську націю: араби і бербери — 99 %, французи — 1 %.
Значна частина алжирців за своїм походженням є не арабами (близько 72,7 %), а берберами (самоназва — амазігхи; слово «бербер» — арабського походження) — кабіли (10,3 %), шауя (3,5 %). Групи, які ідентифікують себе як бербери, живуть переважно в гірських районах Кабілії, на схід від міста Алжир. Вони, як і більшість арабів, мусульмани. Бербери робили безуспішні спроби отримати автономію. Алжирське керівництво вирішило субсидувати вивчення берберських мов у школах.
Європейці складають менше 1 % населення і мешкають виключно в найбільших міських районах. Однак протягом колоніального періоду, ця цифра була значно більшою — 15,2 % у 1962 році. Європейське населення складається в основному із французів, іспанців в західній частині країни, італійців та мальтійців на сході та інших європейців в ще меншій кількості. Європейські колоністи, відомі як пьє-нуар, були зосереджені на узбережжі та складали більшість населення Орану (60 %) і, в значних пропорціях, інших великих міст, як Алжир чи Аннаба. Майже всі вони залишили країну під час або відразу ж після здобуття Алжиром незалежності від Франції.

### Мови

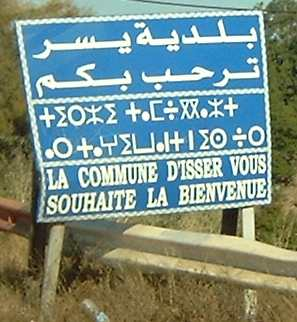
Дорожній знак із написами арабською, берберською і французькою мовами

Державна мова: арабська. В користуванні також французька і берберські (амазігхські) мови, які належать до хамітської групи мов.
Арабською говорять, як рідною мовою 60 % населення, з них понад 65 % говорять арабською мовою алжирського діалекту і близько 11 % арабським діалектом хасанія. Арабська мова використовується як друга мова в багатьох берберів Алжиру. Разом з тим, в засобах масової інформації та на офіційних заходах використовується завжди арабська літературна. Бербери говорять на різних діалектах амазігхту, яким володіють приблизно 45 % населення країни. Арабська мова в Алжирі залишається єдиною офіційною мовою, хоча амазігхт недавно був визнаний національною мовою.
Усі алжирські діалекти є насправді арабсько-берберською сумішшю, при цьому ніхто не говорить чистою арабською або чисто берберською мовами, але це зовсім не відображає реальне походження алжирців, які в основному також змішаного походження з берберським і різним європейським та близькосхідним населенням, яке вторгалося чи переселялося до північно-західної частини Африки в різні періоди історії і змішуються з її попередніми мешканцями. До цих груп входять єгиптяни, фінікійці, греки, римляни, вандали, араби, турки, тому алжирська мова не має ніяких ознак однотипно-морфологічного походження тих, хто говорить на ній.
Французьку, як і раніше, найбільш широко вивчають як іноземну мову в країні, і багато алжирців вільно розмовляють нею, хоча її, як правило, не використовують у побуті. З часу незалежності уряд проводить політику мовної арабізації освіти й бюрократії, з деяким успіхом, хоча у багатьох університетах продовжують навчання французькою мовою. Хоча останнім часом у школах почали включати французьку до навчальних програм початкової школи, і її починають викладати, як тільки діти опановують арабську мову. Французьку мову також використовують у засобах масової інформації та торгівлі.

### Релігії
Головні релігії держави: іслам сунітського толку — 99 % населення, католики і протестанти — 1 %.
Майже всі мусульмани належать до сунітської гілки ісламу, за винятком близько 200 тис. ібадитів в оазі Мзаб в регіоні Гардая. Також у Алжирі проживають близько 250 тис. християн, в тому числі 45 тис. католиків та 150—200 тис. протестантів, переважно п'ятидесятників. Дослідження 2015 року стверджують, що приблизно 380 тис. мусульман в країні було звернено до християнства.

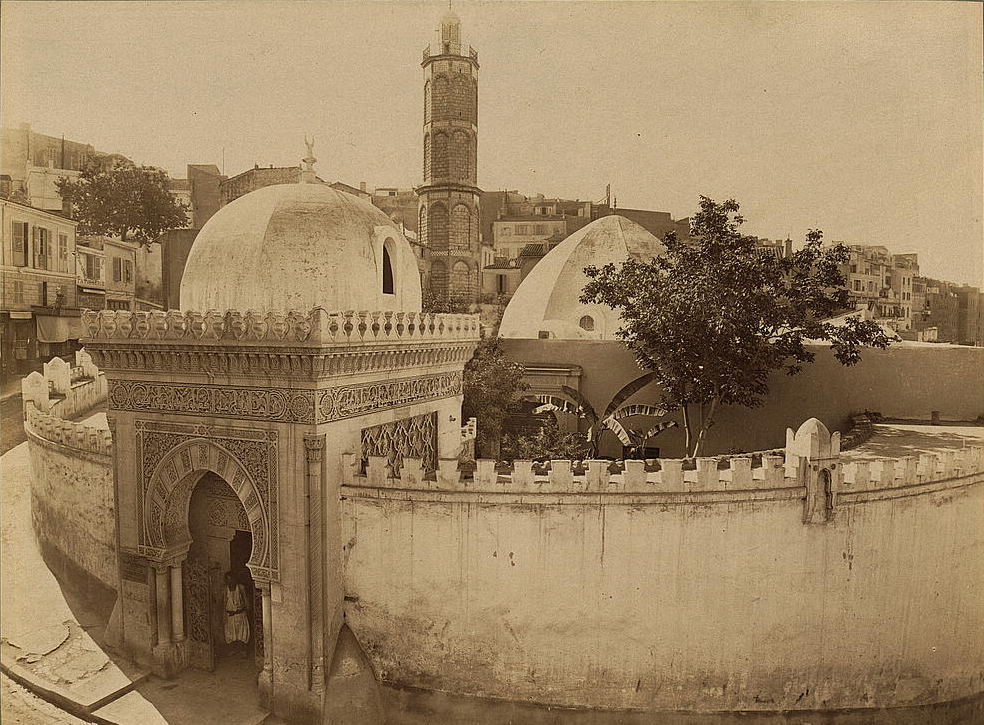
Мечеть паші в Орані
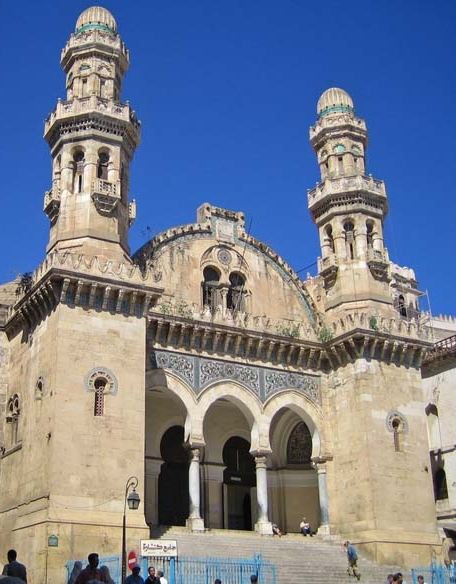
Мечеть Кетшава в Алжирі
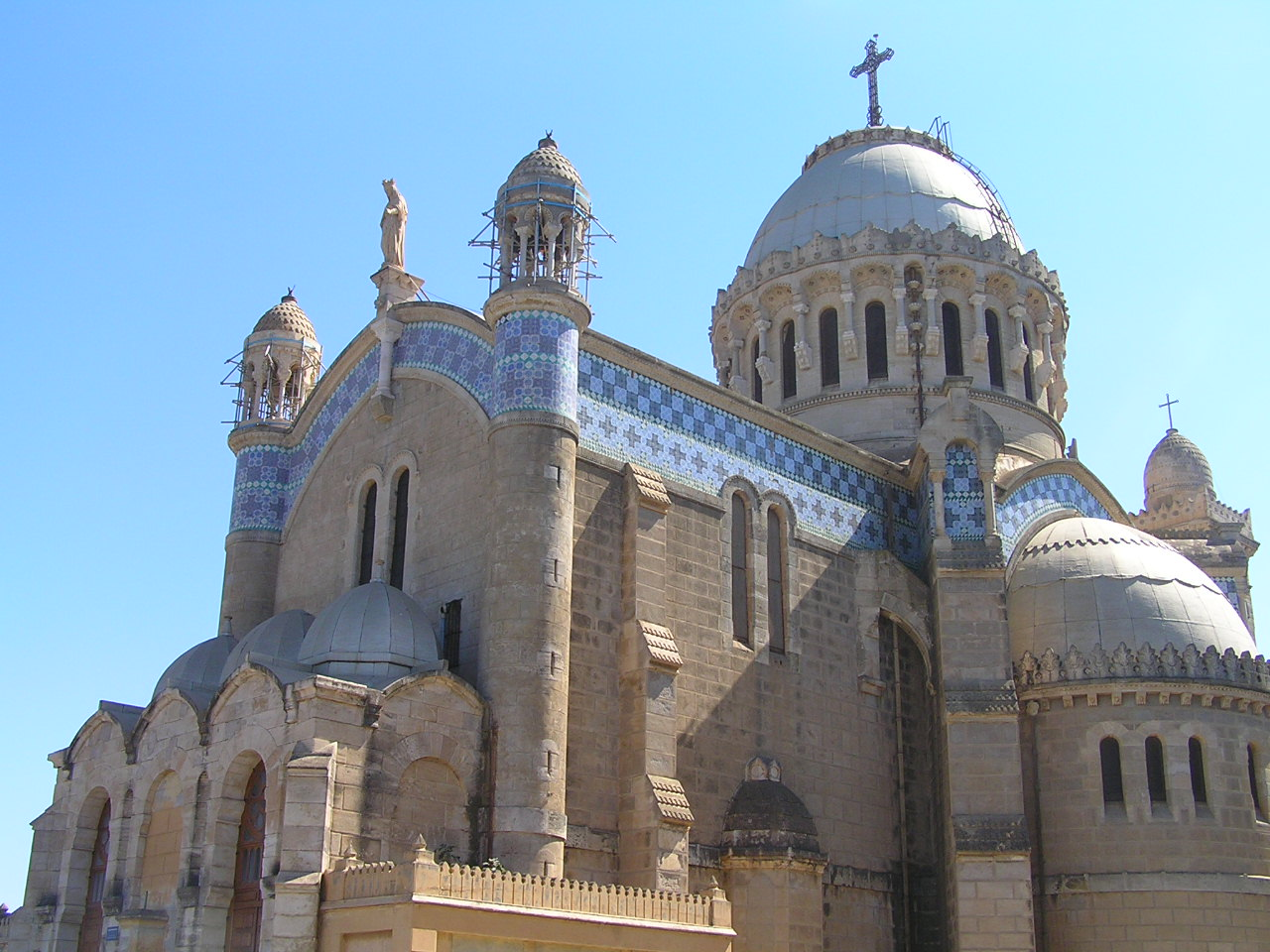
Католицький собор Африканської Богоматері в Алжирі
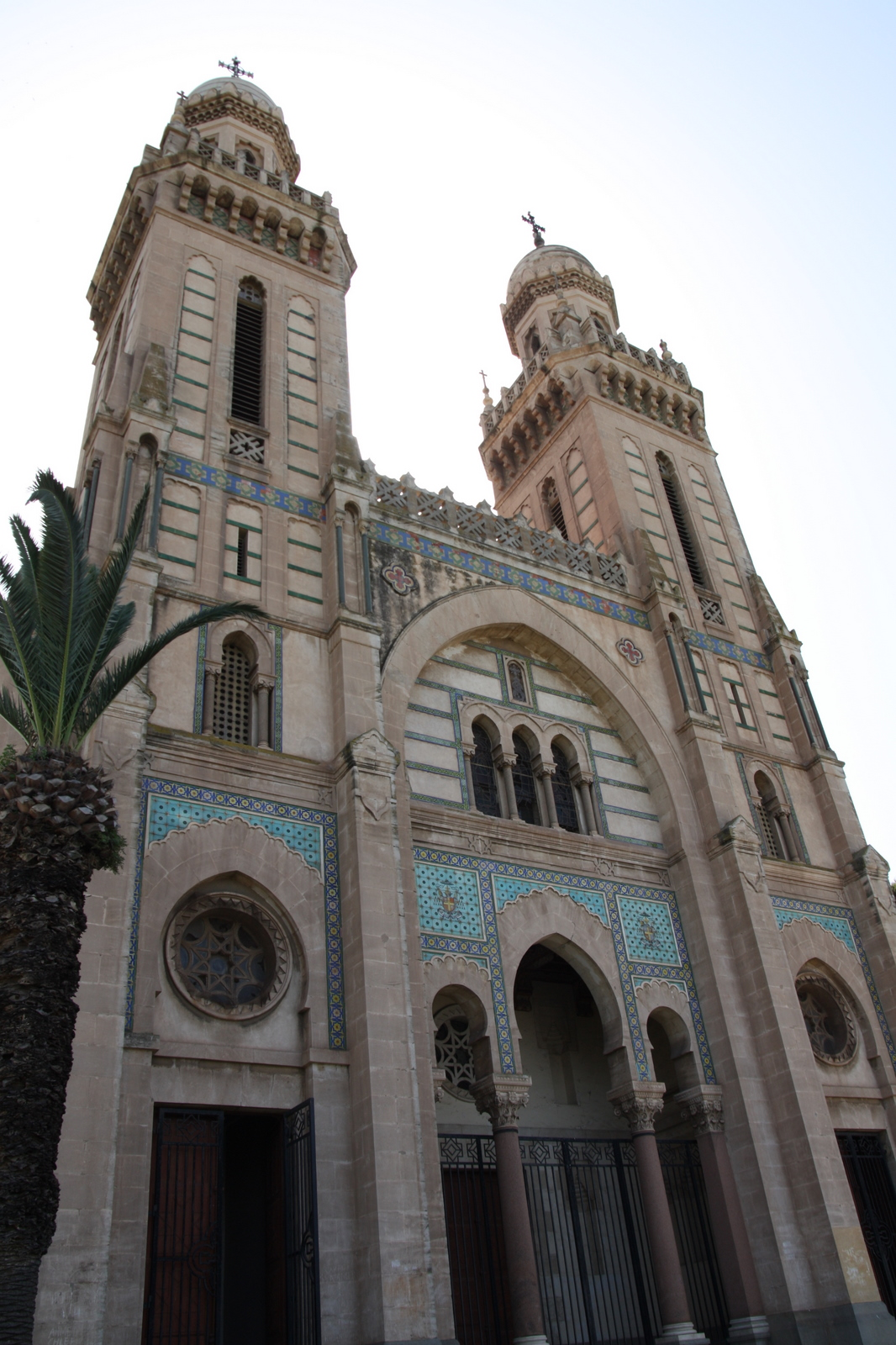
Католицький собор Святого Августина в Аннабі
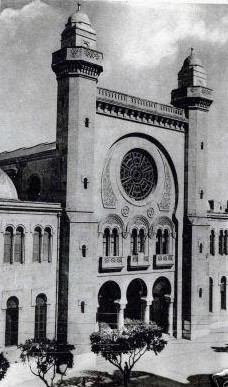
Колишня Велика синагога в Орані

Доволі значною була єврейська громада, 140 тис. осіб. Після здобуття Алжиром незалежності і прийняття у 1963 році нового закону про громадянство, згідно якого громадянство отримували лише особи батько, або дід яких сповідували іслам. Більша частина юдеїв 130 тис. емігрувала до Франції (90 %) та Ізраїлю (10 %), де отримали громадянство. Марокканські євреї, євреї долини Мзаб та міста Константіна через утиски, підвищені податки й перетворення синагог на мечеті, з часом теж емігрували до Ізраїлю. До 1969 року в країні залишалось приблизно 1 тис. євреїв, а на середину 1990-х років — лише 50.

### Охорона здоров'я

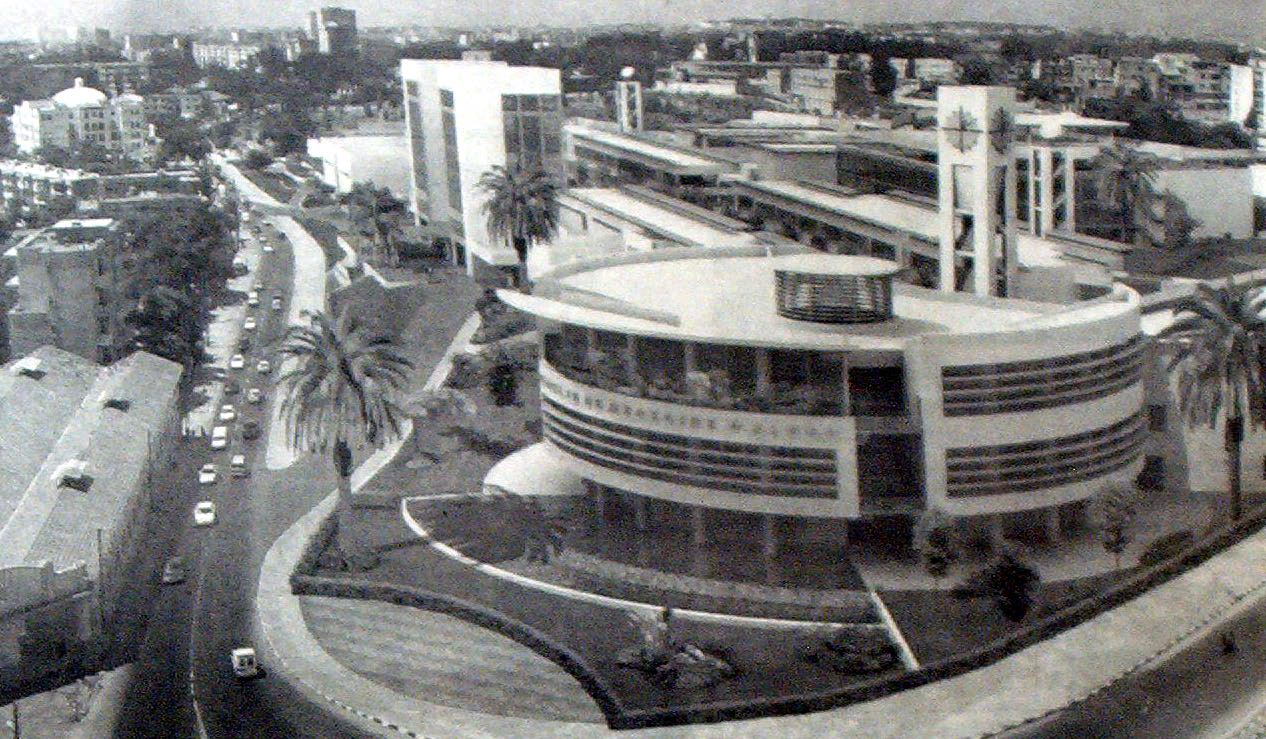
Вища медична школа

Очікувана середня тривалість життя в 2006 році становила 73,3 років: для чоловіків — 71,7 років, для жінок — 74,9 років. Смертність немовлят до 1 року становила 30 ‰ (станом на 2006 рік 80-е місце в світі); хлопчиків — 30,86 ‰, дівчаток — 24,45 ‰ (2009).
Мед. обслуговування населення безплатне. Населення забезпечене місцями в стаціонарах лікарень на рівні 1 ліжко-місце на 400 жителів; лікарями — 1 лікар на 2322 жителів (станом на 1996 рік). У 1955 році в Алжирі було 158 лікарень на 33 338 ліжок (3,4 ліжка на 1 тис. мешканців): 147 загального профілю (з них 12 військових на 4821 ліжко), 7 тубдиспансерів на 1399 ліжок, 2 дитячі лікарні на 506 ліжок, 1 психіатрична, 1 онкологічна. Забезпеченість лікарями до 2009 року значно погіршилась (1 лікар на 4836 мешканців), зубних лікарів 511, акушерок 711.
СНІД поширений серед дорослого населення — 0,1 %; дані лише приблизні, бо офіційні не ведуться (2001) 113 країна в порівнянні з світом. Люди, що живуть з СНІДом: 21 тис. (2007), (76 країна за цим показником в порівнянні з іншими країнами світу). Смертність — менше, ніж 1000 (2007), (73 країна за цим показником в порівнянні з іншими країнами світу).
По серйозності інфекційних захворювань — ступінь небезпеки: середній. Проблеми з продовольством і водою та захворюваннями пов'язаних з ними: бактеріальна діарея, гепатит А та черевний тиф.
Медичну освіту забезпечує медичний факультет Алжирського університету та його філіали. Традиційно значна частина лікарів країни здобуває освіту у Франції, Росії та Україні.

### Освіта

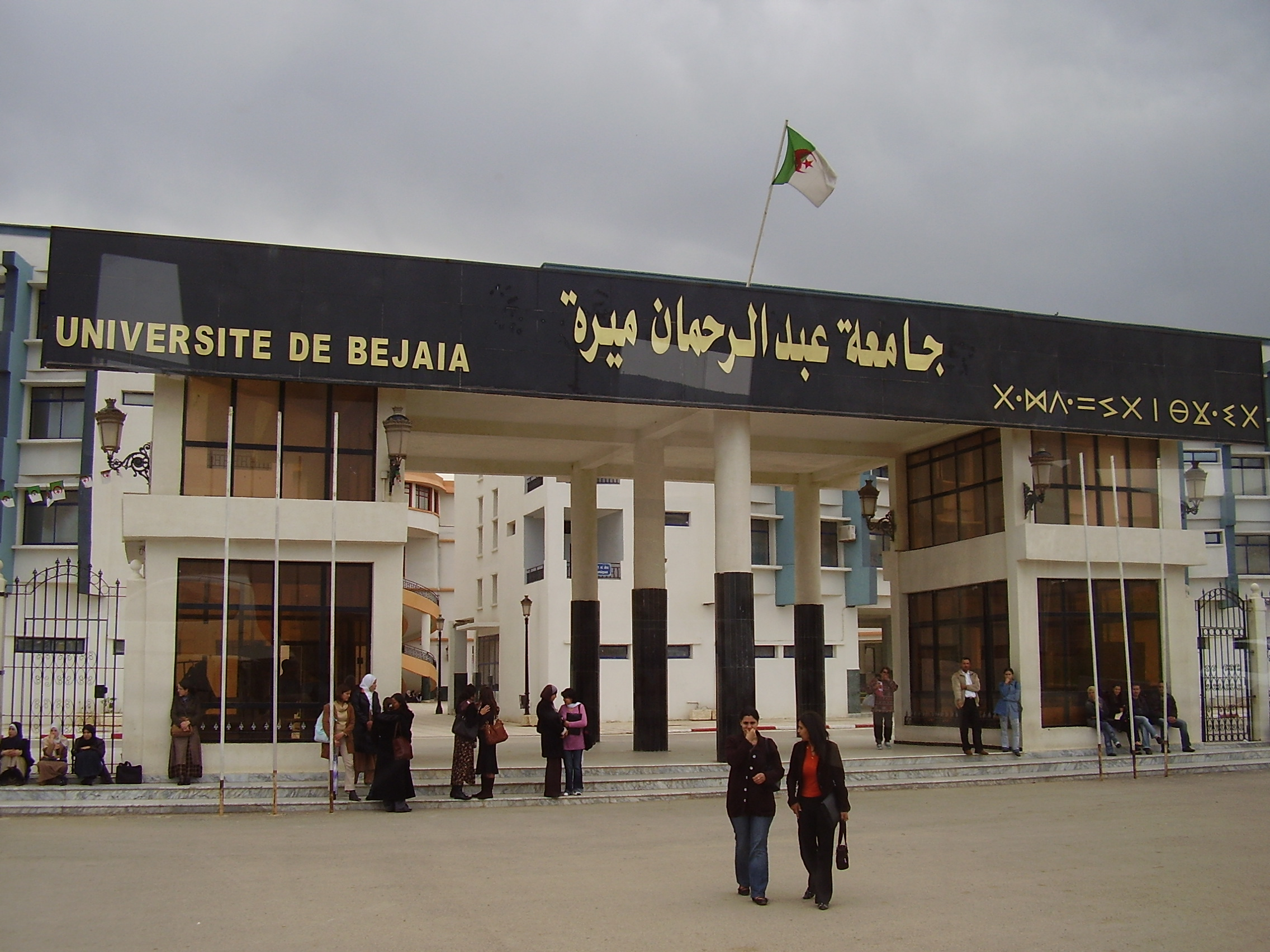
Університет Беджаї

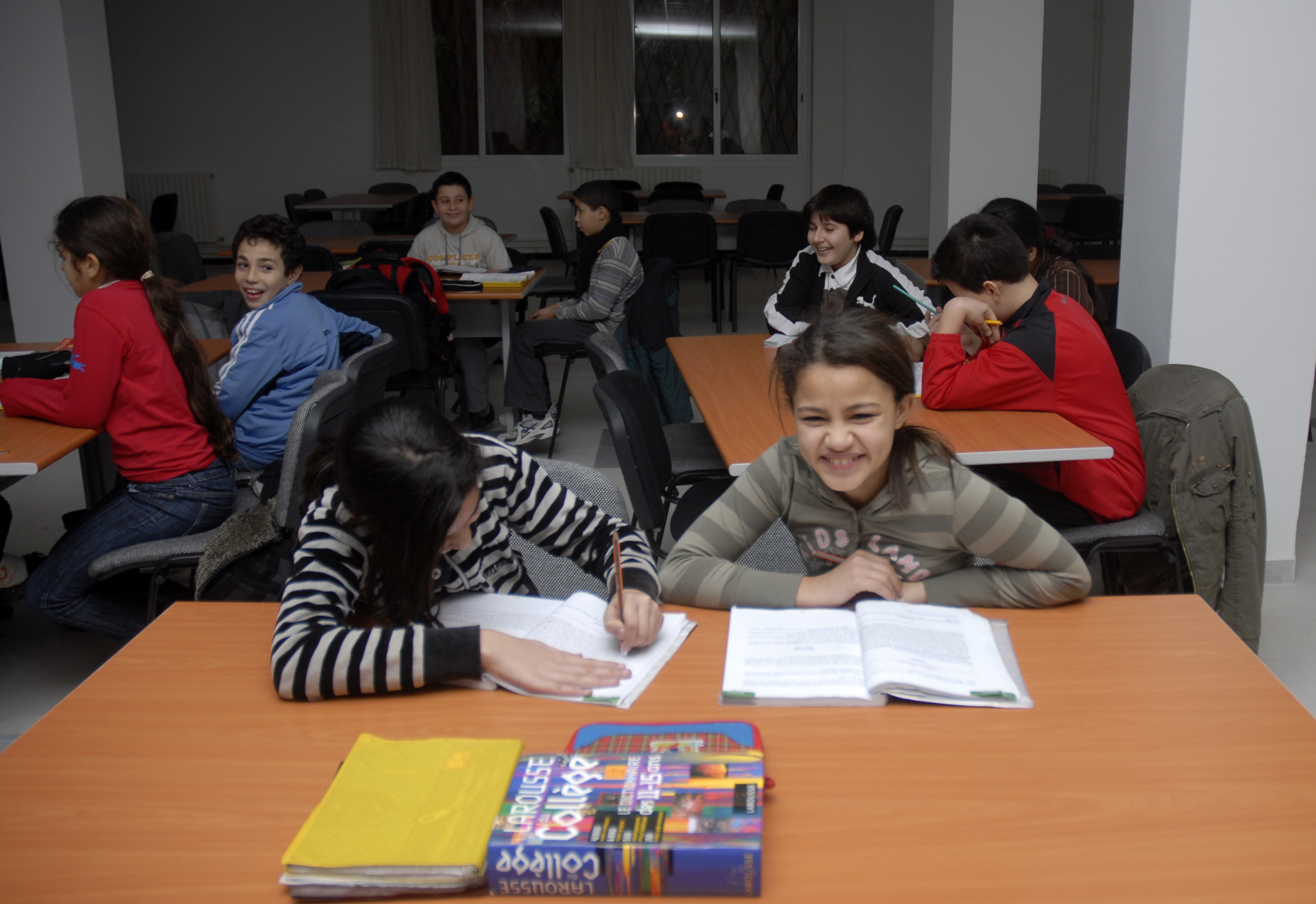
Заняття в алжирській школі

Рівень письменності в 2003 році становив 70 %: 79 % серед чоловіків, 61 % серед жінок. В країні запроваджена обов'язкова 9-річна середня освіта для дітей у віці від 6 до 15 років. У 1997 році рівень витрат на освіту становив 5,7 % від національного ВВП та 27 % в структурі громадських видатків державного бюджету.
Освітня система Алжиру схожа з французькою (що було пов'язане колишньою окупацією), але з часом потреба кваліфікованої робочої сили змусила колонізаторів запровадити систему освіти для місцевого населення. А із здобуттям незалежності, алжирці продовжили (навіть наростили) свої здобутки в культурній сфері й особливо в освіті. Тепер в алжирських школах вивчають як арабську, так і французьку мови, при цьому вивчення державної арабської мови є обов'язковим. У 1994—1995 навчальних роках в університетах країни навчалося понад 107 тисяч студентів. В 1995 році всі діти вчилися в державних початкових школах, а 62 % дітей відповідного віку — в системі загальної середньої освіти. У 2006 році в професійних навчальних закладах і закладах вищої освіти навчалось 380 тис. студентів.
Алжирський шкільна система складається з основної, загальної середньої, професійної середньої освіти:
- Основна-фундаментальна школа (Ecole fondamentale School) для дітей віком від 6 до 15 років. Тривалість програми: 9 років. По закінченні видається диплом, випускне свідоцтво: грамота «Енсігмент Мойен БЕМ» (Certificate Brevet d'Enseignement Moyen BEM).
- Загальна-середня освіта — школа Генерального викладання (Lycée d'Enseignement général-School of General Teaching), школа-ліцей загального призначення (lycées polyvalents) для підлітків віком від 15 до 18 років. Тривалість програми: 3 роки. По закінченні видається диплом, випускне свідоцтво: ступінь бакалавра середньої школи (Baccalauréat de l'Enseignement secondaire — Bachelor's Degree of Secondary School).
- Професійна освіта — Технічна школа (Lycées d'Enseignement technique — Technical School). Тривалість програми: 3 роки. По закінченні видається диплом, випускне свідоцтво: ступінь бакалавра з техніки (Baccalauréat technique — Technical Bachelor's Degree).

В Алжирі діють 43 виші, 10 коледжів і 7 інститутів вищої освіти. Університет в Алжирі (заснований в 1879 році) налічує близько 26 тис. студентів. Університети діють також в Орані та Константіні, Національна політехнічна школа в Алжирі. За допомогою СРСР свого часу було створено ряд інститутів та технікумів для забезпечення кваліфікованими кадрами гірничо- й нафтовидобувної галузі в Бу-Мердасі, машинобудування в Аннабі.
У містах Алжирі, Тлемсені і Константіні є середні духовні мусульманські школи — медресе.
Найбільші бібліотеки — Національна і університетська в Алжирі. Музеї в містах Алжирі, Константіні, Орані.

### Інтернет
У 2001 році всесвітньою мережею Інтернет у Алжирі користувались 20 тис. осіб.

## Культура
Предмети культури й історії країни зібрані в найбільших музеях країни: Музеї етнографії та стародавньої історії, Національному музеї античності, Національному музеї вишуканих мистецтв, музеї міста Константіна.

### Архітектура
Витоки сучасної національної архітектури губляться в сивій давнині, в ній поєдналися безліч етнічних мотивів, вона пережила значну кількість історичних етапів. Збереглися залишки міст фінікійських, римиських і візантійських часів — Гіппон Регій, Картенна, Тімгад. Вони представлені руїнами храмів, театрів, терм, базилік і фортець. Від середньовічної епохи в сучасних містах Алжиру залишилися фортечні мури, будівлі мечетей, медресе, палаци. Найвизначнішим з яких буде комплекс XI століття в місті Кала-Бені-Хаммаде. З доби османського панування в містах Алжир та Константіна збереглися пам'ятки архітектури XVI—XVIII століть — вілли османських намісників деїв. За доби французької колонізації, починаючи з 1830-х років в Алжирі, Орані, Аннабі та інших приморських містах споруджувалися багатоповерхові житлові й адміністративні будинки у французькому стилі архітекторами П.-А. Емері й В. Зерфюсом.
|                          |                           |                    |                                  |
| Римський театр у Джемілі | Римська дорога у Тімгарді | Мінарет у Тлемцені | Французька забудова центру Орана |

Після здобуття 1962 року незалежності й обраному соціалістичному напрямку будівництва держави, помітна увага приділяється уніфікованому житловому та шкільному будівництву, зведенню громадських споруд. Значну допомогу в цьому держава отримувала від СРСР як у вигляді безпосереднього будівництва, так і у вигляді підготовки професійних кадрів.

### Образотворче мистецтво
На території країни з часів неоліту збереглися наскельні малюнки тварин, людей, сцен полювання тощо, особливо в нагір'ях Аххагар. Римська доба залишила по собі чудові мозаїки. Доба арабського панування залишила по собі дивовижне різьблення по алебастровій штукатурці та глазурованим плиткам. До народно-ужиткового мистецтва відносяться карбування по металу, ткацтво, кераміка, ювелірна справа.
Сучасне образотворче мистецтво Алжиру розвивалося під впливом французьких художників: брати Мухаммед і Омар Расіми, Темам Ранем, Х. Бенанбур, М. Бузід, М. Алдан.

### Театр
Перша театральна трупа, що ставила спектаклі арабською мовою, була заснована у 1920-х роках драматургом і режисером Р. Ксентіні, який був автором і постановником п'єс «Бу-Борма» і «Зед-Алех», що викривали жорстокі риси колоніального французького режиму. Його наступник Б. Махіддін п'єсами «Зрадники» і «Плем'я тих, що підтакують» стверджував визвольні ідеї. Трупа ставила п'єси Абдаллаха Наклі, Софокла, Жана-Батиста Мольєра, Генріка Ібсена. У 1962 році трупу було реорганізовано в головний Алжирський національний театр. Першим художнім керівником національного театру було призначено актора і режисера М. Катеба.

### Музика й танці
Для музичних мотивів Алжиру характерне чергування пісенних (соло, унісонний хор) та інструментальних номерів (нуба-сюїта). Національні музичні інструменти: ребаб (смичковий), уд (лютня), канун (рід цитри), госба (флейта), тбел і деф (ударні). Для музичної історії Алжиру в XX столітті характерною рисою було виникнення жанру легкої музики — аль-джад. Особливо відзначився в цьому жанрі виконавець і композитор Хадж Мухаммед аль-Анка.
Після здобуття Алжиром незалежності в столиці було створено Національний інститут музики.

### Кінематограф

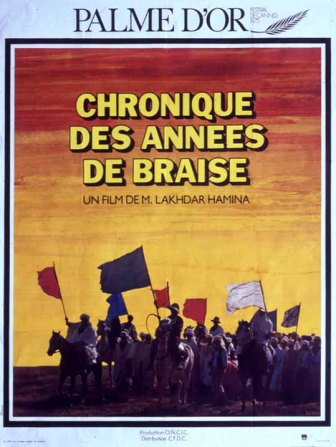
Постер кінофільму «Хроніка полум'яних літ»

Національна кінематографія в країні виникла після початку національного повстання в 1954. Вже в 1964 році, на третьому році незалежності було створено Національний центр кінематографії Алжиру. Перші значні кінострічки: «Битва за місто Алжир» і «Вітер з Оресу» (1966), «Хроніка полум'яних літ» (1974). Останній отримав золоту пальмову гілку на Канському кінофестивалі 1975 року.

### Свята
1 листопада відмічається як державне свято — революція 1954 року, а 5 липня — День незалежності.

### Наука
Після здобуття незалежності країною за допомогою СРСР було створено ряд науково-дослідних інститутів: ядерної фізики, електроніки, океанографії, біології, медицини, сільського господарства.

### Засоби масової інформації
У 1965 році була заснована національна газета «Ель-Муджахід» («борець»), у 1970 — «Аш-Шааб» («народ»). У 1962 році заснований перший національний журнал — «Ель-Муджахід», а в 1963 — «Революсьйон афрікен» («африканська революція»).
У 1961 році було засноване Урядове інформаційне агентство — «Альжері пресс-сервіс». Перші сигнали телебачення на території країни з'являються в 1956 році. Державна радіомовна і телевізійна компанія «Радіотелевізьйон альжер'єн» почала своє мовлення арабською літературною, французькою та кабільською мовами в 1962 році. На початок 1970-х років вже діяло 24 радіостанції.

### Спорт

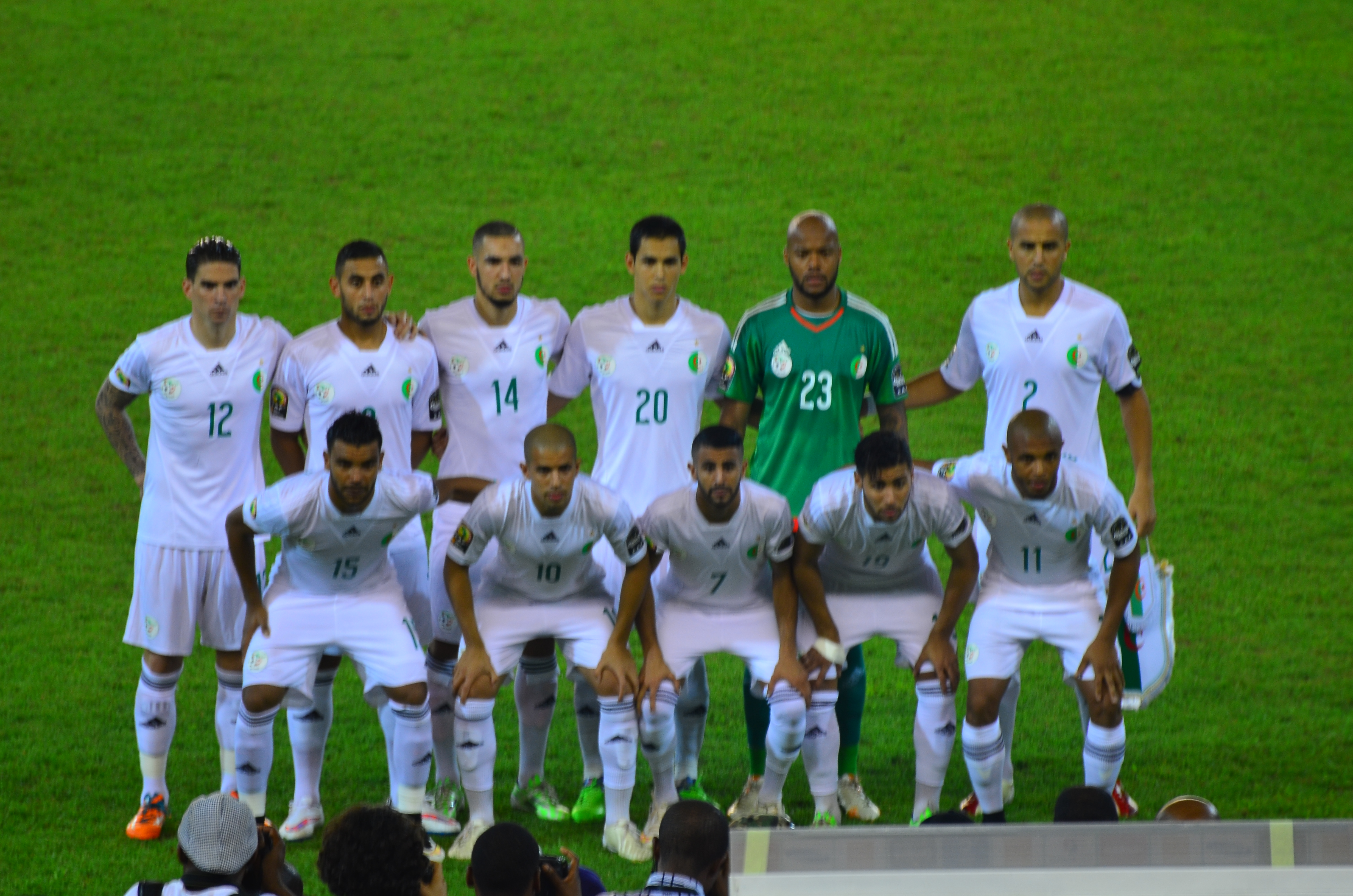
Національна збірна з футболу 2015 року

## Релігія

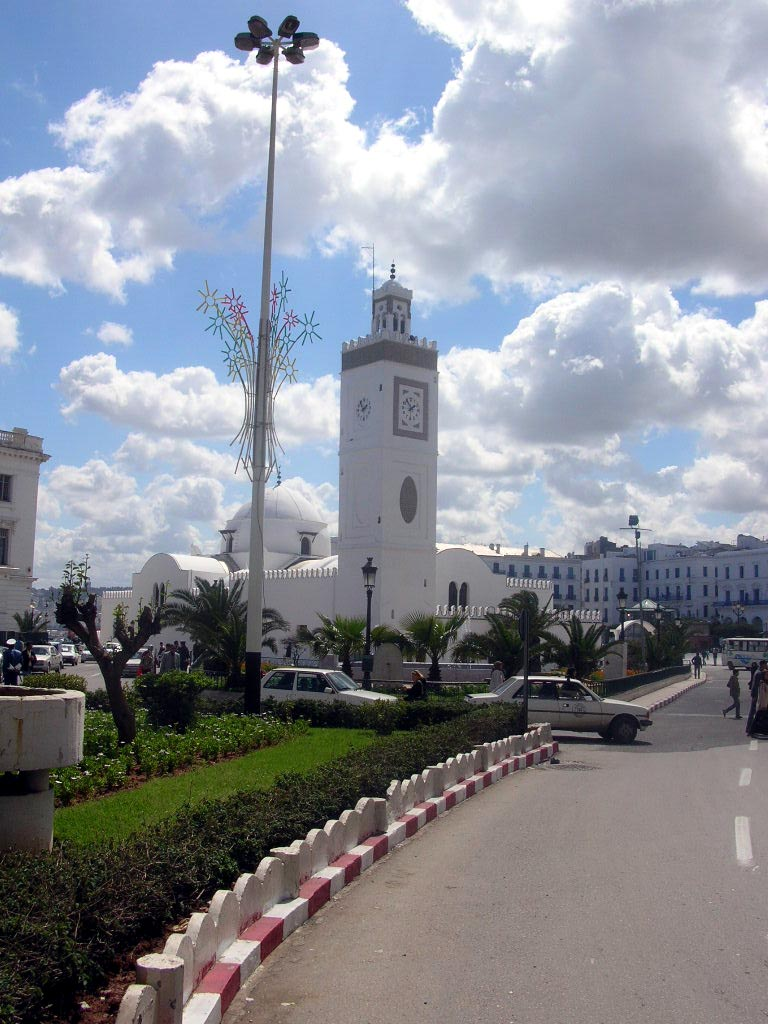
Мечеть Джамеа ель-Кебір побудована в 1097 році.

Серед релігій в Алжирі найпоширенішою є іслам, але існує невелика кількість людей, які сповідують іудаїзм чи християнство.

### Іслам в Алжирі
Іслам є державною релігією країни та регулює практично кожну сферу життя громадян. Існує закон, який передбачає покарання кожного, хто закликає мусульманина зректися ісламу і прийняти іншу релігію, однак, 29 стаття конституції передбачає свободу совісті.

### Інші конфесії

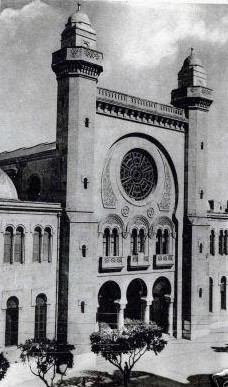
Оранська синагога (معبد وهران العظيم), побудована в 1918 році.

У країні налічується близько 150 тис. християн (за іншими відомостями — 50 тис.), переважно католиків, і приблизно 1 тис. прихильників іудаїзму. Антисемітизм владою не заохочується. Колись юдейська громада Алжиру була дуже великою і налічувала 140 тис. чоловік, але більшість залишила країну після війни за незалежність у 1962 році (отримавши можливість, емігрувала до Франції).